# Rick Halperin
Rick Halperin (* 2. Juli 1950) ist einer der bekanntesten amerikanischen Menschenrechtler. Er lehrt Menschenrechte an der Southern Methodist University und ist dort Direktor des Menschenrechtsprogramms.

## Ausbildung
Er schloss seine Studien der US-amerikanischen Geschichte und der Philosophie 1971 mit dem Bachelor of Arts an der George Washington University in Washington, D.C. ab, im gleichen Fach machte er seinen Master of Arts 1974 an der Southern Methodist University in Dallas und promovierte 1978 an der Auburn University in Auburn (Alabama).
Seit 1985 lehrt er an der Southern Methodist University.

## Menschenrechtler
Halperin war Mitglied des Vorstandes der amerikanischen Sektion von Amnesty International von 1989 bis 1995 und ist es wieder seit 2004. Er war Vorstandssprecher von 1992 bis 1993 und von 2005 bis 2007. Schwerpunkt seiner Tätigkeit ist der Kampf gegen die Todesstrafe.

„Mein ganzes Leben habe ich damit verbracht, die Idee zu verteidigen und zu unterstützen, dass es keinen minderwertigen Menschen gibt, und dass alle Menschen, unabhängig von dem, was sie auch getan haben mögen, immer noch ihre Menschenwürde besitzen und auf keinen Fall gefoltert oder getötet werden dürfen.“

Er ist Mitbegründer der Texas Coalition for the abolition of the death penalty, deren Vorstandssprecher er bis heute ist.
Er hält weltweit Vorträge über dieses Thema und wurde so zu einem der bekanntesten Gegner der Todesstrafe.